# David Robert Morgan
David Robert Morgan (Harpenden, januari 1933 – Belleville, 21 mei 1988) was een Brits componist.

## Levensloop
Morgan studeerde aan de Royal Academy of Music in Londen bij Alan Bush (compositie) en bij Leighton Lucas (orkestratie). In vier studiejaren in Londen won hij tien prijzen voor compositie en in 1965 was hij de eerste student van de academie die een hele concertavond aan werken kon presenteren. In hetzelfde jaar kreeg hij een studiebeurs (British Council Scholarship) om aan de Akademie múzických umení v Praze (AMU) in Praag bij Václav Dobiaš te studeren. In deze tijd voltooide hij zijn vioolconcert, dat ook in de Dvořák-zaal in het Praagse concertgebouw Rudolfinum in première ging. 
Weer terug in het Verenigd Koninkrijk werden zijn werken uitsluitend door de afdeling lichte muziek van de British Broadcasting Corporation (BBC) uitgezonden, een contact dat nog dateerde uit de tijd dat hij als student aan de Royal Academy of Music de Eric Coates-prijs ontvangen had. Hij schreef een aantal orkestwerken voor dit genre, die sindsdien regelmatig door het BBC-Radio worden geprogrammeerd. Zijn muzikale carrière in Engeland werd in 1974 gevestigd, toen de violist Erich Gruenberg met het Royal Philharmonic Orchestra onder leiding van Sir Charles Groves zijn vioolconcert in de Royal Festival Hall uitvoerden. Hetzelfde orkest en dezelfde dirigent verzorgden ook de première van zijn Sinfonia da Requiem in het volgende seizoen. Het was zeer succesrijk en sindsdien kreeg Morgan vele compositieopdrachten.
In 1981 vertrok Morgan naar Canada. Hij kreeg toen een opdracht vanuit Engeland om de Variations on a Theme of Walton te componeren. Toen had hij eveneens veel succes met zijn werken voor harmonieorkest in de Verenigde Staten en Canada. Het Kingston Symphony Orchestra verzorgde de première van zijn Partita. In 1986 maakte de Canadian Broadcasting Corporation een radio-opname van zijn vioolconcert en van zijn Contrasts.

## Composities

### Werken voor orkest
- 1965-1966 Concert, voor viool en orkest - 
  1. Lento; moderato cantabile
  2. Presto energico ma leggieramente
  3. Lento, quasi recitative; Allegro deciso
- 1972 Partita, voor orkest
- 1972 Sinfonia da Requiem, voor orkest
- 1974 Contrasts, voor orkest
  1. Lento e solenne; presto misterioso ma con malizia
  2. Allegro energico
- 1981 Concert, voor cello en orkest
- 1981-1984 Variations on a theme of Walton, voor orkest
- 1985 Sonate, voor kamerorkest
  1. Misterioso quasi introduzione, Martelatto, Allegro
  2. Larghetto
  3. Allegro risoluto e con brio
- Concert, voor cello en orkest
- Concert, voor klarinet en strijkorkest
- Concerto da camera, voor kamerorkest
  1. Largo quasi introduzione, allegro deciso
  2. Andante sostenuto
  3. Allegro con brio
- Music for children, voor jeugdorkest
- Overture for a Festive Occasion, voor orkest
- Partita, voor orkest
- Serenade, voor strijkorkest
- Spring Carnival, voor orkest
- Threnody, voor strijkorkest

### Werken voor harmonieorkest en brassband
- Concerto, voor harmonieorkest
- Interludes and Canzonas, voor brassband

### Vocale muziek

#### Werken voor koor
- 1948 I loved a lass, voor gemengd koor
- 1964 Three tudor lyrics, voor gemengd koor 
  1. A complaint by night - tekst: Henry Howard
  2. The forsaken lover - tekst: Sir Thomas Wyatt
  3. There is a lady sweet and kind - tekst: anoniem
- 1965 Four English folksongs, voor solisten, gemengd koor en gitaar 
  1. The trees they grow so high
  2. Droylesden wakes
  3. The blacksmith
  4. The devil and the ploughman

#### Liederen
- 1952 Seven Nursery Rhymes, voor zangstem en piano 
  1. Rock-a-bye baby
  2. Old King Cole
  3. Ride a cock horse
  4. Humpty Dumpty
  5. Dapple Gray
  6. Lullaby
  7. A Frog he would a-wooing go

### Kamermuziek
- 1962 Hobokwartet, voor hobo, viool, altviool en cello
- 1962 Trio for Seven, voor piccolo, dwarsfluit, esklarinet, 2 bes klarinetten en basklarinet
- 1964 Divertimento, voor koperblazers (2 trompetten, 2 hoorns, 2 trombones)
- 1964 Strijkkwartet
- 1983 Interludes & canzonas, voor koperkwintet (2 trompetten, hoorn, trombone en tuba)
- Elegy and Scherzo, voor 2 klarinetten en 2 hoorns
- Piece, voor blokfluit en piano

### Werken voor piano
- 1960 Sonate

### Werken voor gitaar
- 1987 Lyric suite, voor gitaar